# Степное (Смоленский район)
Степное — село в Смоленском районе Алтайского края. Входит в состав Кировского сельсовета.

## География
Расположено в вершине лога Лисий, в 14 км к юго-западу от центра поселения — посёлка Кировский.

## Население
| 1997 | 1998 | 1999 | 2000 | 2001 | 2002 |
| ---- | ---- | ---- | ---- | ---- | ---- |
| 177  | ↘175 | ↗198 | ↗205 | ↘193 | ↗205 |
| 2003 | 2004 | 2005 | 2006 | 2007 | 2008 |
| ↘178 | ↗183 | ↘182 | ↗200 | ↘195 | ↗196 |
| 2009 | 2010 | 2011 | 2012 | 2013 |      |
| ↗204 | ↘126 | ↗127 | ↘125 | →125 |      |

Национальный состав
Согласно результатам переписи 2002 года, в национальной структуре населения русские составляли 95 %.